# 塔巴塔巴依宅邸

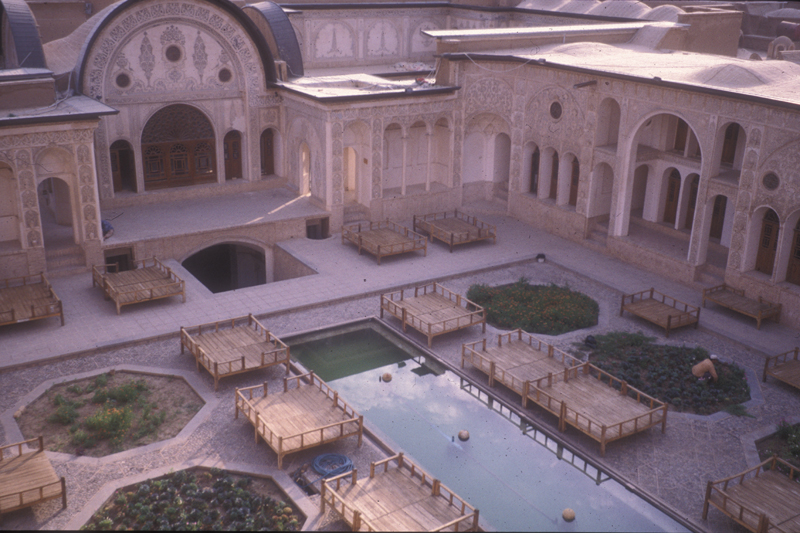

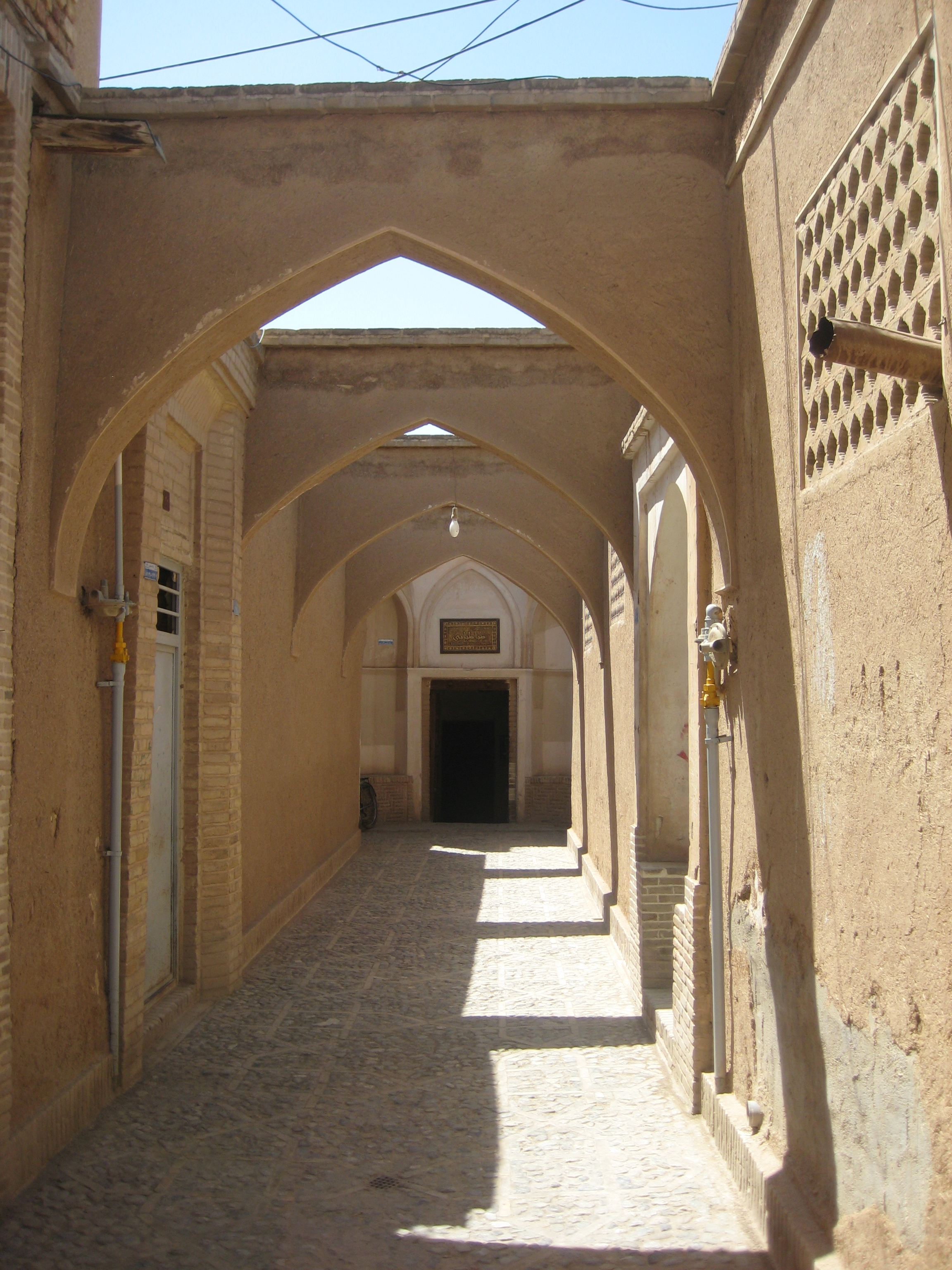
塔巴塔巴依宅邸

塔巴塔巴依宅邸（波斯语： خانهٔ طباطبایی‌ها Khāneh-ye Tabātabāeihā) 是伊朗卡尚的一座古宅，建于1880年代，属于塔巴塔巴依家族。
塔巴塔巴依宅邸包括四个庭院，壁画和豪华的彩色玻璃窗，以及其他传统波斯住宅建筑的特征，例如“biruni”和“andaruni”。
塔巴塔巴依宅邸的建筑师与布鲁杰迪宅邸同为Ustad Ali Maryam。
这座豪宅大约有5,000平方米，其内院有美丽的花园。

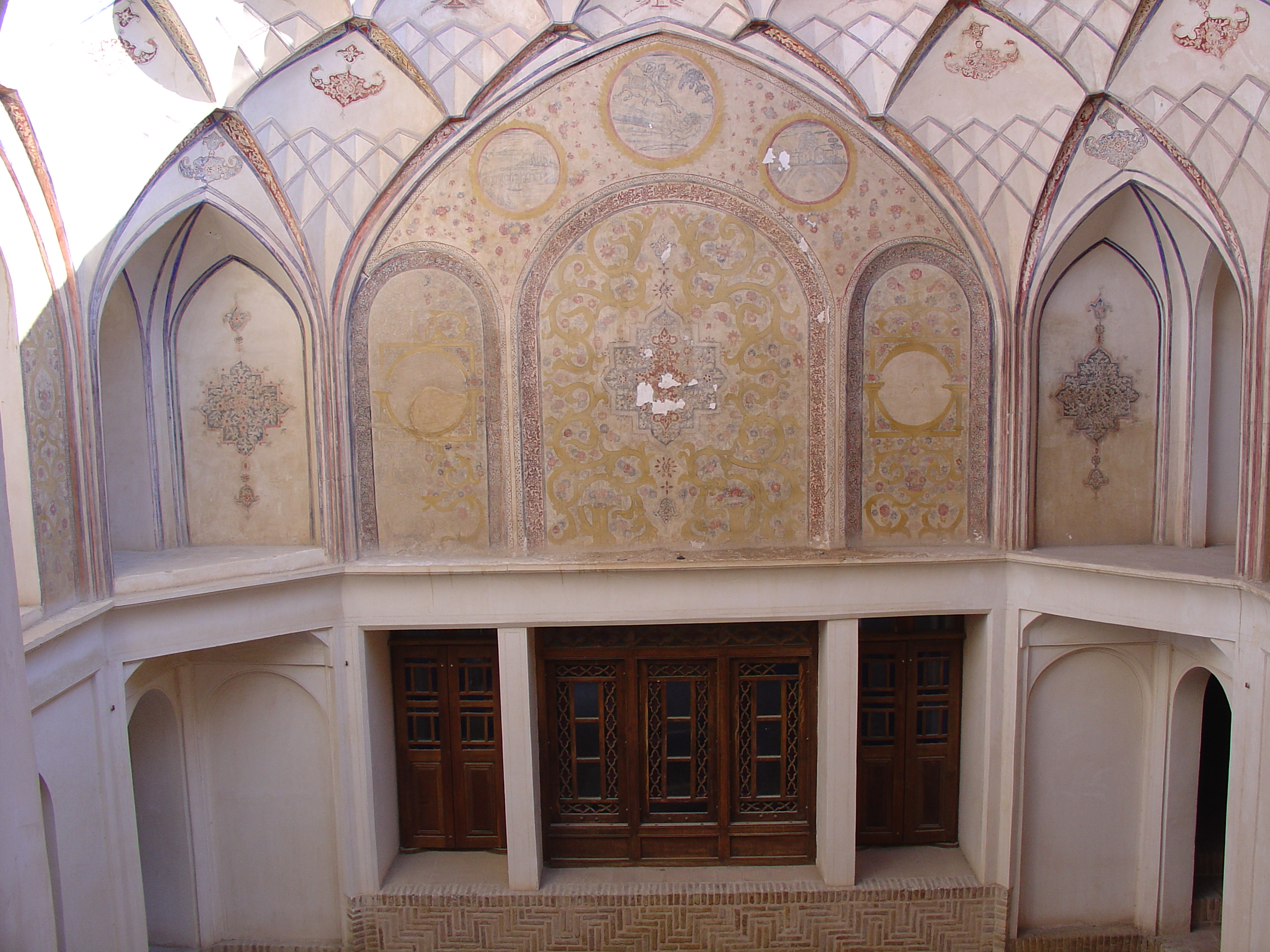
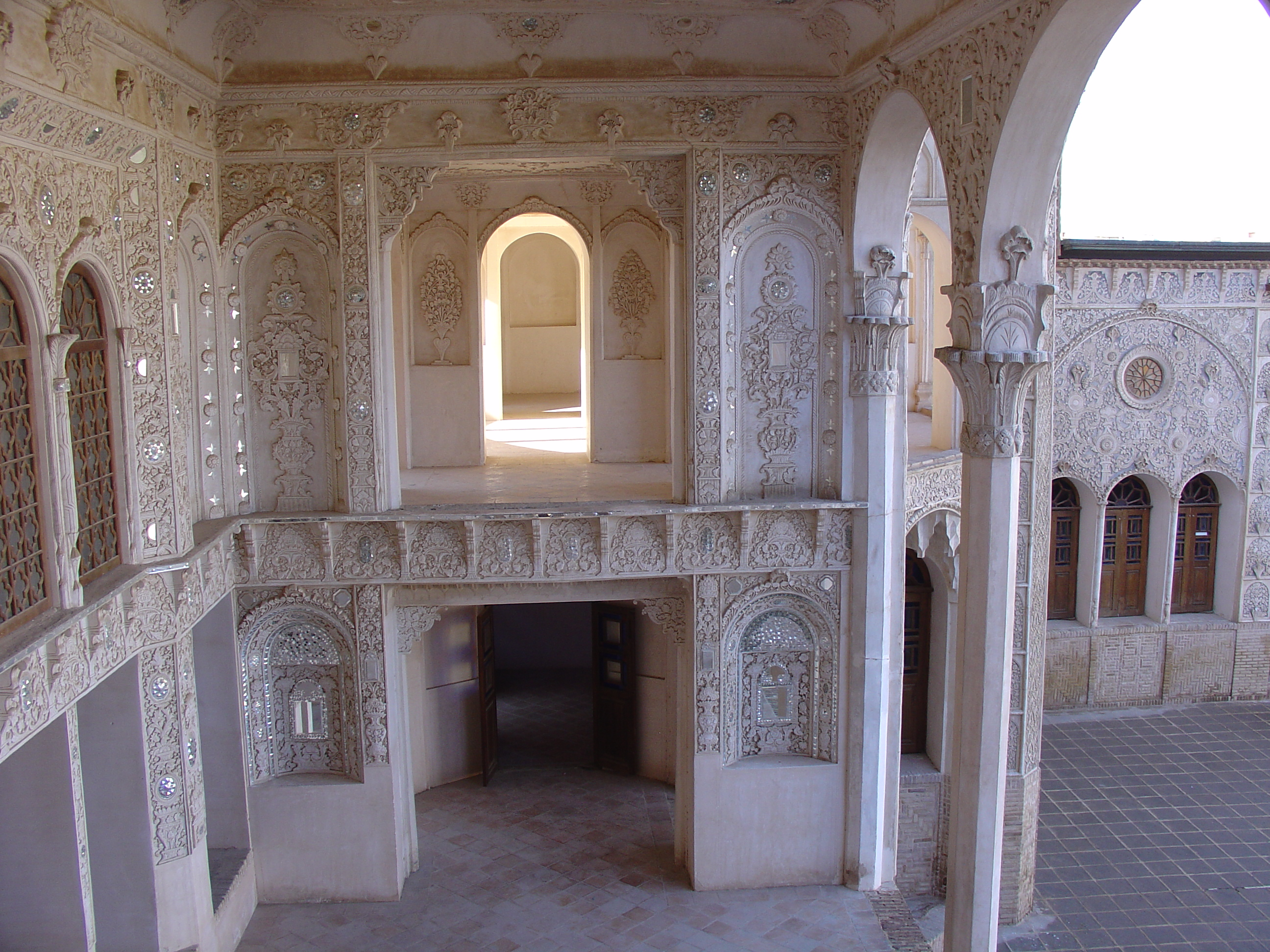
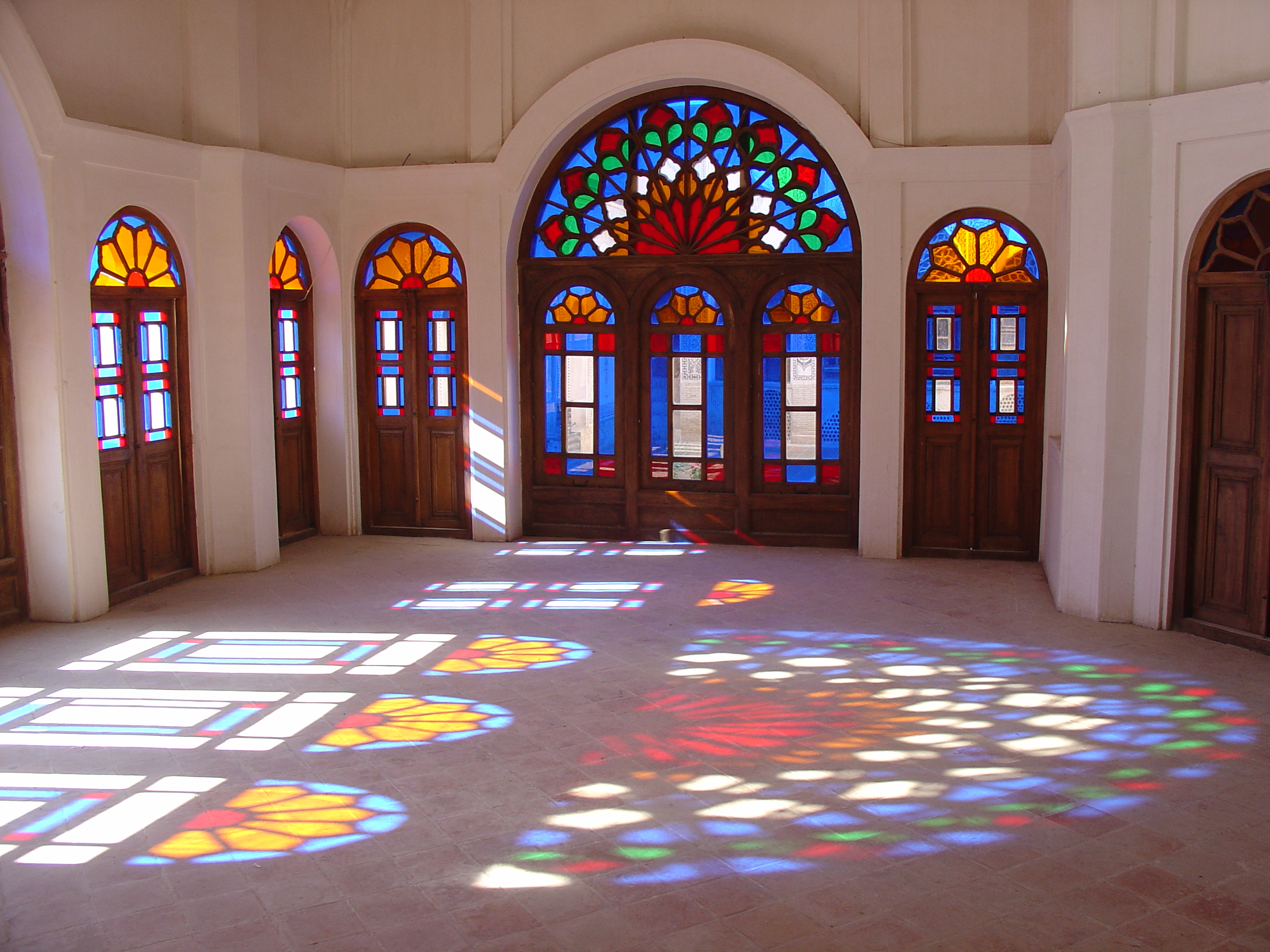
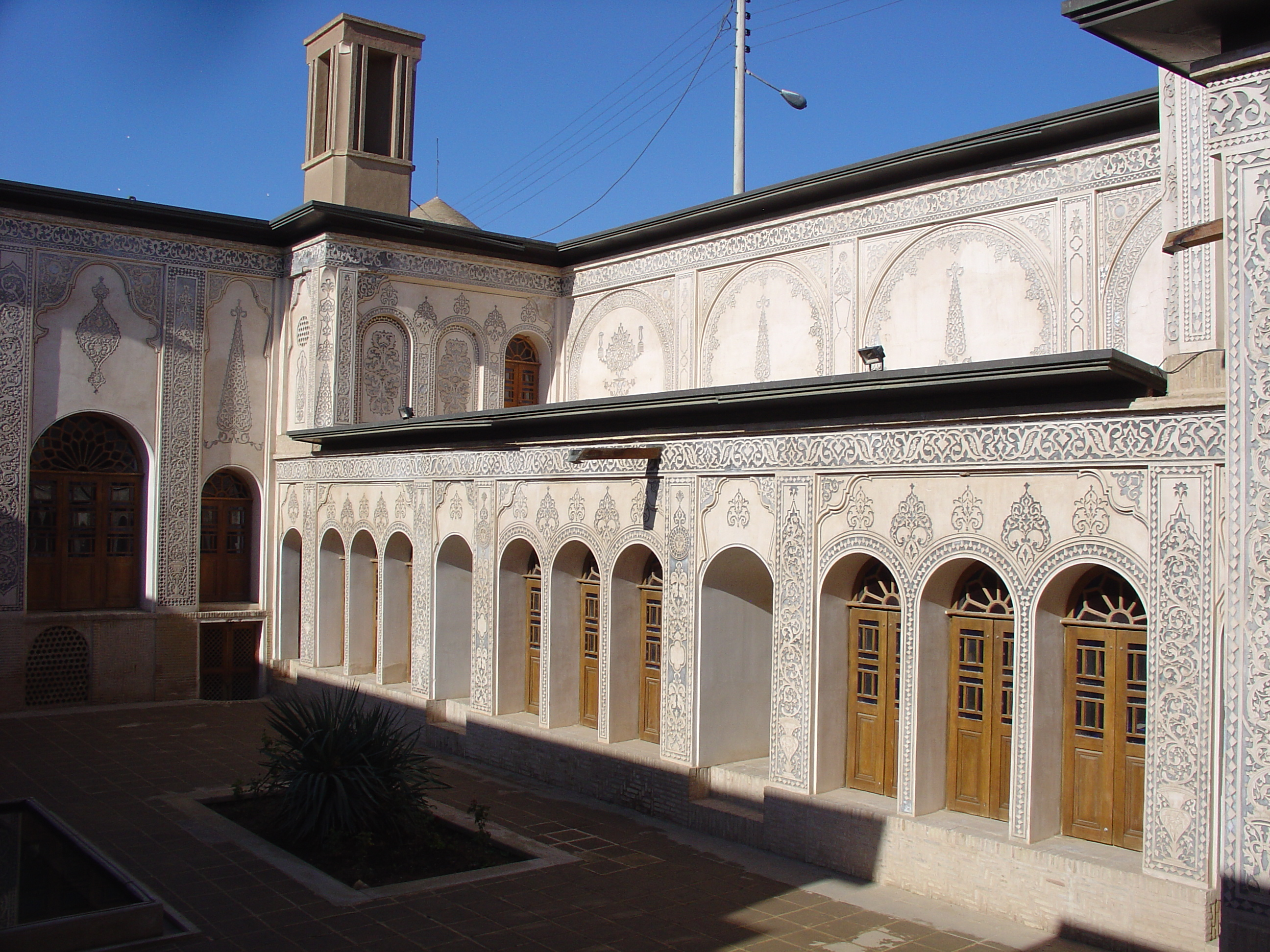
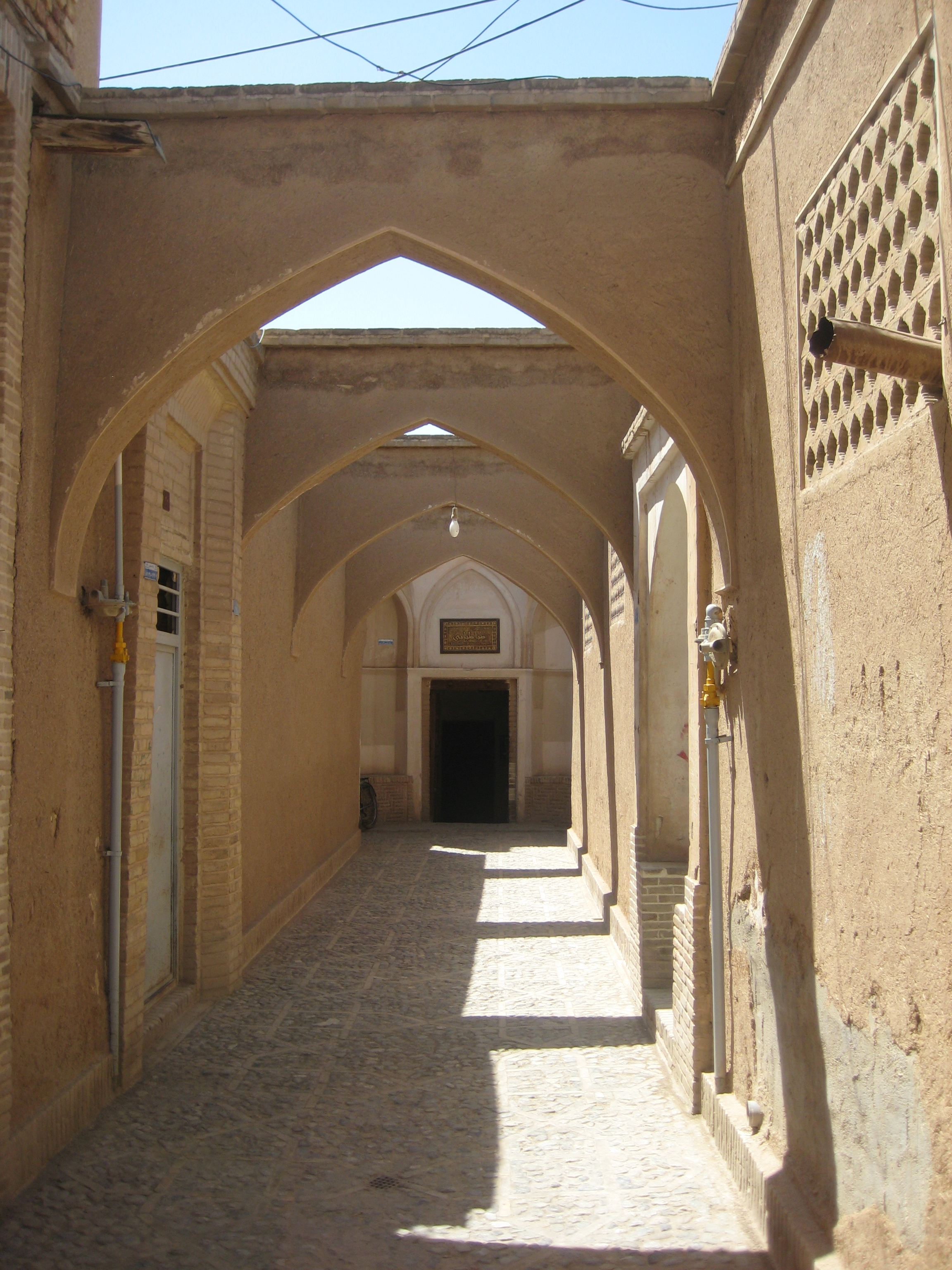
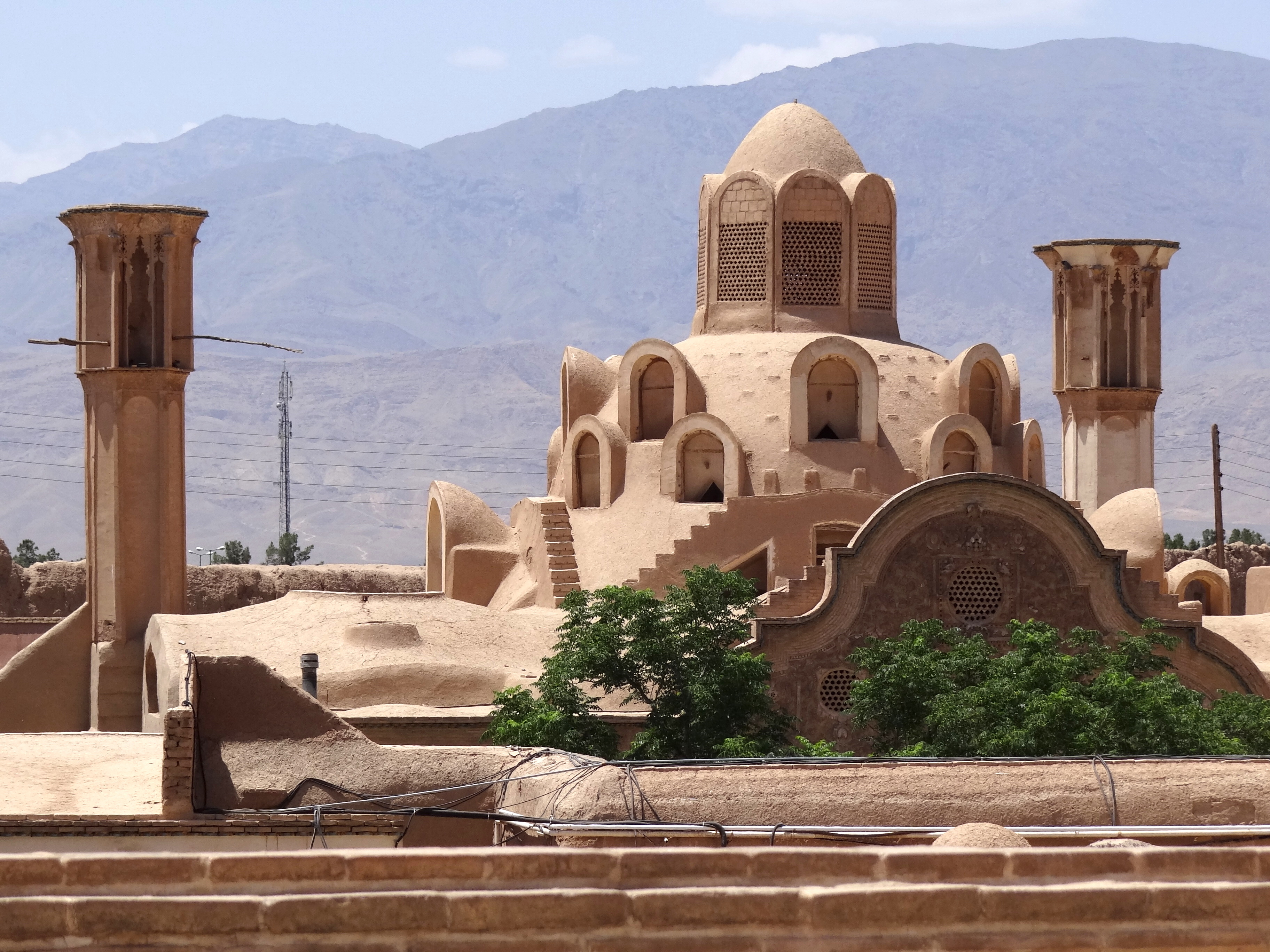
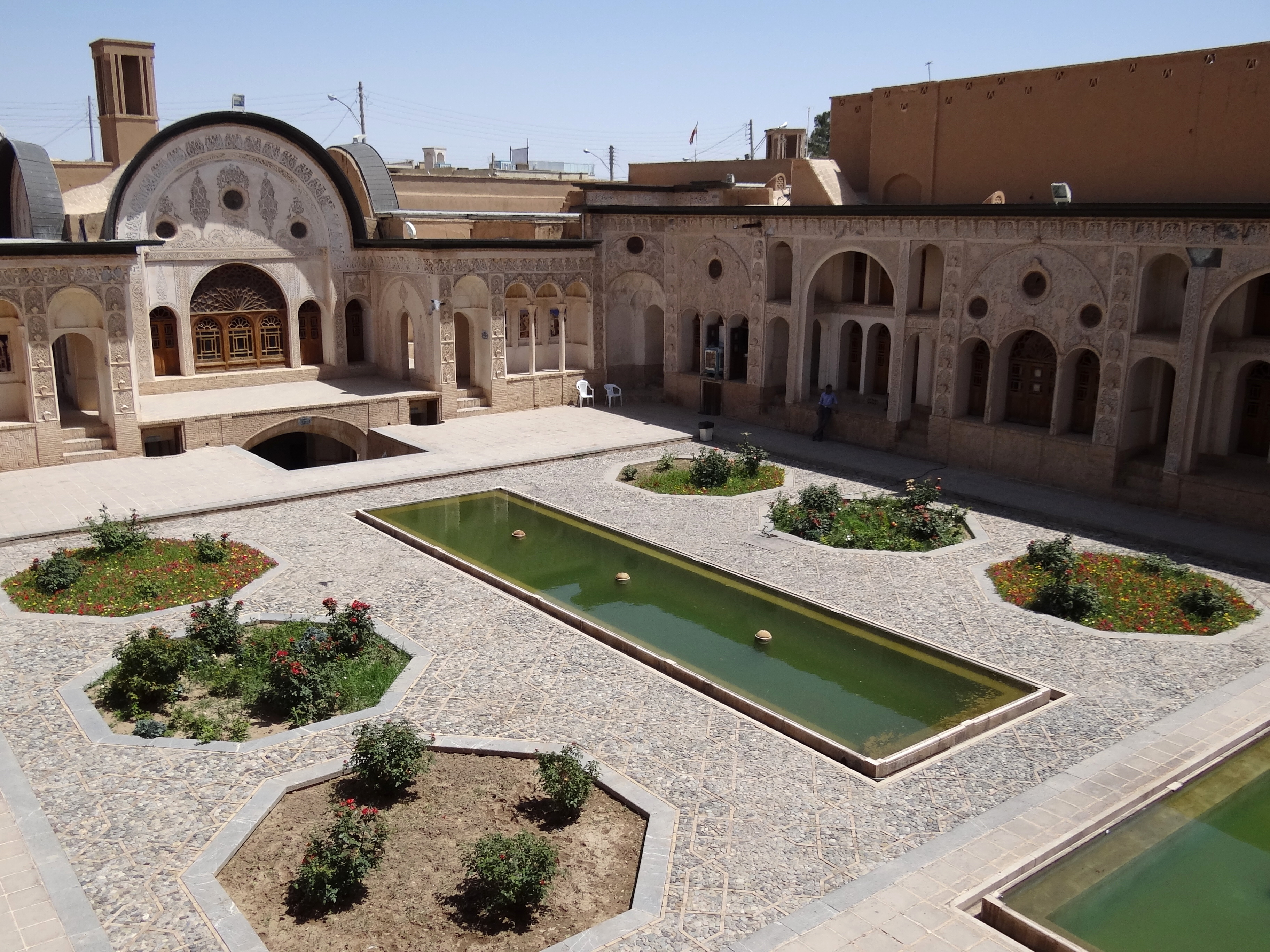